# 明星中学校・高等学校 (東京都)
明星中学校・高等学校（めいせいちゅうがっこう・こうとうがっこう 英語名：Meisei Junior/Senior High School）は、東京都府中市栄町一丁目にある私立中学校・高等学校。学校法人明星学苑が運営している。略称は「明星」、「府中明星」。
なお、大阪府にも同名の中学校・高等学校があるが、本校との関係はない。

## 概要
学校設立後、長年、男子校だった。その後、2003年に中学校が共学化、2006年に高校が共学化した。
中高一貫校だが、高等学校からの外部募集も行っている。高等学校は、第1学年から中学校から入学した内部進学生徒と高等学校から入学した外部進学生徒を混合して学級を編成する(※)。外部募集入学者は4割程度で、内部進学者が6割を占めている。東京都内の学生が多いが、埼玉県からの通学者も多く、神奈川県、山梨県から通学する生徒もいる。
※追記:2024年から、外部生と一貫生のクラスが別になっている。

## 教育
高校入学と同時に明星大学への進学が原則として保証されるが、最低条件として中間試験・期末試験・学年末試験が機能している。各科目30点未満が赤点となり、3単位分以上の赤点を取ると留年となる。他に出席日数の条件がある（2年次から3年次は2単位分以上の赤点で留年）。
国公立大学・早稲田大学・慶應義塾大学・上智大学を目指すMGSクラス (Meisei Global Science) が設置されており、指定校推薦と明星大学への特別推薦は対象外となる。また、2020年度からは高校に超・先端クラス、スーパーMGSクラス「SMGS」が誕生し、2021年度からは「SMGS2」が誕生した。さらに、2022年度からは「SMGS3」が新たに誕生した。
中学3年生は冬季期間の1ヶ月セブ島での研修旅行を実施。
高校2年生には夏季休業期間にニュージーランド、ベトナム、台湾での海外研修旅行を実施している。

## 沿革
- 1923年（大正12年）5月 - 財団法人成蹊学園事務局長である児玉九十が明星実務学校を開校[2]する。
- 1927年（昭和2年） 2月 - 財団法人明星中学校に改組
- 1948年（昭和23年）4月 - 明星高等学校を開校
- 1954年（昭和29年）4月 - 中学校、高等学校に女子部を開設[3]
- 2001年（平成13年）4月 - 中学校と高等学校の女子部に、森英恵デザインの制服を制定
- 2003年（平成15年）4月 - 中学校で共学を開始
- 2006年（平成18年）4月 - 高等学校で共学を開始
- 2008年（平成20年）5月 - 明星学苑創立85周年を迎えて、1200人を収容する児玉九十記念講堂講堂が2月に、地上3階地下1階建ての総合体育館が5月に、それぞれ竣工
- 2016年（平成28年）4月 - 選抜クラスの代わりにMGSクラスを設置
- 2020年（令和2年） 4月 - スーパーMGSクラスを設置
- 2023年（令和5年） 5月 - 開校100周年

## 男女別学時代
1923年、男子校として設立。その31年後の1954年に中学・高校各女子部を設立され、男女別学となった。
通学路も中学・高校各男子部・女子部一緒で、歩いている時のみ、男子部・女子部各生徒たちとの会話も可能だった。
中学・高校各男子部と中学・高校各女子部の校舎は同じ敷地内にあり、男子部・女子部との交流も一切なく、校舎内で男子部・女子部各生徒たちと会話することも校則で禁じられていた。
始業式・入学式・体育祭・終業式・修学旅行・卒業式などの学校行事も全て男女別で行われてきており、男子部限定の行事や女子部限定行事もあった。文化祭である明星祭のみ男子部と女子部が一緒に行われてきた。
校歌も男女別であり、男子部の校歌は「校歌」、女子部の校歌は「女子部の歌」。
男女別学時代当時の制服
男子部は男子校の伝統でもある詰襟 。濃紺でホック留め海軍型。好き嫌いが顕著に出る。ホックつけづらいから嫌いという声が目立つ。
女子部は胸もとにリボン（中学＝えんじ色、高校＝紺）をつけたジャンパースカート。2001年からは森英恵デザインのブレザーに改定する。
男女別学時代当時の制服は、2003年に中学校2006年に高校がそれぞれ共学へ移行以後も着用可能である。
男女別学時代当時の食堂
男子部・女子部別学時代当時にも食堂（中学・高校一緒）も設置しており、利用も男女別。月曜日・火曜日・水曜日は女子部、木曜日・金曜日・土曜日には男子部がそれぞれ利用。利用できない日は教室で持参の弁当を食べていた。

## 進路
例年、国公立大学に5名程度が合格する。卒業生の8割程度が私立大学に進学し、うち3割は明星大学へ進学する。

## 部活動
体育系
| - ハンドボール部 - バスケットボール部 - トライアスロン部（現在廃部） - サッカー部 - 水泳部 - 野球部(硬式) - テニス部 - 硬式テニス部（現在テニス部に統合） - 軟式テニス部（現在テニス部に統合） - スキー部 | - 柔道部 - 剣道部 - 卓球部 - バレーボール部 - バドミントン部 - 陸上部 - 体操部 - ダンス部 |

文化系
| - 美術部 - 新聞部（現在廃部） - 放送部（現在廃部） - 軽音楽部 - 演劇部 - 文芸部 - 吹奏楽部 - 合唱部（現在コロナ対策のため一時廃部） - 書道部 - 英語部 - 写真部 - 将棋部 - 鉄道研究部 - 地理歴史部 | - 映画部（現在廃部） - 電算部（現在廃部） - 数学部（現在廃部） - 地学部（現在は地理歴史部に統合） - 化学部（現在は理科部に統合） - 生物部（現在は理科部に統合） - 物理部（現在は理科部に統合） - 模型部 - 天文部（現在は理科部に統合） - 理科部 - 家庭科部 - 被服部（現在は家庭科部に統合） - 釣り研究部 - イラストレーション部（現在は文芸部に統合） - ガーデニング部 - クッキングクラブ（現在は家庭科部に統合） |

同好会
| - 華道同好会 - 茶道同好会 - 奇術同好会（現在廃止） - ジュニアオーケストラ - インターアクトクラブ |

## 毎年の行事
- 毎年9月に幼稚園から高校まですべてが参加する明星祭を開催する。
- 毎年、高校の修学旅行はベトナム、台湾、ニュージーランドから選ぶことが出来る。

## 交通
- JR武蔵野線北府中駅下車 徒歩15分。
- 京王バス 寺91 「明星学苑」下車。